# ساتورن IB

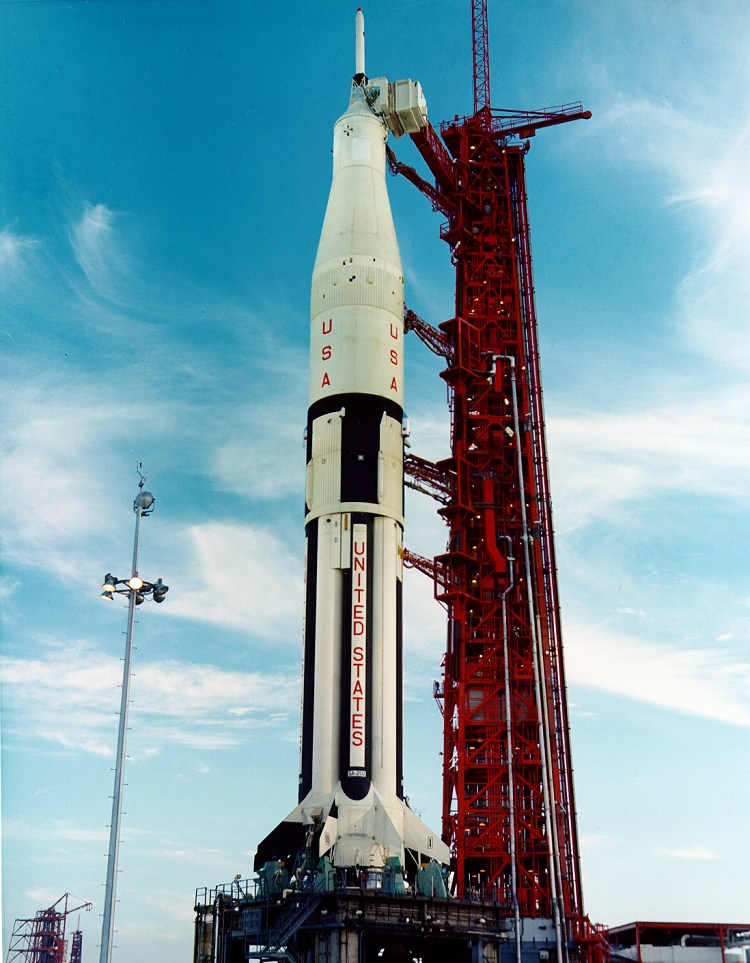
ساتورن 1ب عند إطلاق مهمة أي.اس-202 (أبولو 3)

ساتورن 1ب هو النسخة المطورة من صاروخ الإطلاق ساتورن 1، ويتميز هذه الطراز بقوة دفع أكبر للمرحلة الثانية (أس 4 بي) مما جعلها قادرة على دفع مركبة القيادة ووحدة الخدمة في مدار حول الأرض. وهذه الخاصية جعلت ساتورن 1ب جزءًا رئيسيًّا في اختبارات برنامج أبولو، في حين كان يستخدم ساتورن 5 الكبير لإرسال مركبة أبولو الفضائية إلى القمر. واستخدم ساتورن 1ب في مهام سكاي لاب ومشروع أبولو-سويوز التجريبي.
وبمشاركة مرحلة S-IVB العليا بين الصاروخين، أصبح للصاروخين، ساتورن 1 بي وساتورن 5، منصة ارتباط مشتركة مع مركبة أبولو الفضائية. وكان الاختلاف الوحيد في هذه المرحلة بين الصاروخين أنها كانت تُطلق جزءًا فقط من مادتها الدافعة، في حالة الصاروخ 5، للوصول إلى المدار الأرضي؛ حتى يتمكن الصاروخ من إعادة تشغيل محركات المرحلة  مرةً أخرى لإدخال المركبة في المدار الانتقالي القمري. وكان الصاروخ ساتورن 1 بي يستخدم المادة الدافعة بالمرحلة S-IVB بالكامل للوصول إلى المدار الأرضي.
أطلق الصاروخ ساتورن 1 بي رحلتين غير مأهولتين لوحدة القيادة والخدمة إلى ارتفاع 162 كيلومترًا، ورحلةً مداريةً غير مأهولة لمركبة أبولو القمرية، بالإضافة إلى أول رحلة مدارية مأهولة لوحدة القيادة والخدمة، والتي خُططت في البداية أن تكون أبولو 1؛ ولكنها أُطلقت لاحقًا في مهمة أبولو 7. أطلق هذا الصاروخ أيضًا رحلةً مداريةً، وهي إيه إس 203، وكانت رحلةً دون حمولة لضمان وجود كمية متبقية من وقود الهيدروجين السائل في خزانات الصاروخ. دعمت هذه المهمة كفاءة تصميم الطراز القابل لإعادة التشغيل من المرحلة S-IVB، وهو الطراز المستخدم في الصاروخ ساتورن 5، وذلك من خلال مراقبة سلوك الهيدروجين السائل في ظروف انعدام الوزن.
في عام 1973، أي بعد عام من انتهاء برنامج أبولو للهبوط على القمر، أطلق الصاروخ ساتورن 1 بي ثلاث بعثات مأهولة لوحدة القيادة والخدمة لأبولو إلى محطة سكاي لاب الفضائية. وفي عام 1975، أُطلق الصاروخ ساتورن 1 بي/أبولو للمرة الأخيرة حاملًا الجزء الخاص بمركبة أبولو من مشروع أبولو-سويوز التجريبي (ASTP). جُمعت نسخة احتياطية من الصاروخ ساتورن  1بي مع وحدة القيادة والخدمة لأبولو لتكون جاهزةً لإطلاقها في مهمة إنقاذ إلى محطة سكاي لاب عند الحاجة، ولكنها لم تُستخدم مطلقًا.
قررت ناسا تخريد صواريخ ساتورن 1 بي المتبقية في مخزونها، بعد مهمة مشروع أبولو-سويوز التجريبي؛ بسبب عدم حاجتها لهذه الصواريخ بعد اعتمادها على عائلة صواريخ تيتان 3 في إطلاق الحمولات الثقيلة، والتي كانت تتميز بتكلفة أقل مع تعدد جوانب استخداماتها، بالإضافة أيضًا إلى اعتماد الوكالة على المكوك الفضائي.

## مواصفات
| الوصف               | أس 1 بي - المرحلة الأولى | أس 4 بي - المرحلة الثانية | وحدة المعدات | مركبة أبولو  |
| ------------------- | ------------------------ | ------------------------- | ------------ | ------------ |
| الارتفاع (م)        | 25.5                     | 17.8                      | 1.00         | 24           |
| القطر (م)           | 6.6                      | 6.6                       | 6.6          | 3.9          |
| الكتلة الكلية (كج)  | 458,107                  | 119,920                   | 1,980        | 20,788       |
| الكتلة الخاوية (كج) | 45,267                   | 13,311                    | 225          | 14,098       |
| المحركات            | ثمانية من نوع - H-1      | واحدة من نوع - J-2        | -            | وهحدة من SPS |
| الدفع (kN)          | 7,582                    | 1,020                     | -            | 97.86        |
| Isp (s)             | 288                      | 421                       | -            | 314          |
| Isp (kN·s/kg)       | 2.82                     | 4.13                      | -            | 3.08         |
| زمن الاحتراق (ث)    | 150                      | 470                       | -            | 635          |
| الوقود              | LOX/RP-1                 | LOX/LH2                   | -            | N2O4/UDMH    |

## اقرأ أيضا
- ساتورن 5
- صاروخ بروتون
- أبولو 8
- أبولو 11
- أبولو 13
- أبولو 17
- نيل أرمسترونج
- بز ألدرن

## وصلات خارجية
- Gunters Space Page – Ausführliche Seite zu fast allen existierenden Transportraketen
- Ausführliche Seite zu den Saturn-Raketen